# Risse + Wilke
Die Risse + Wilke GmbH & Co. KG ist ein deutsches Unternehmen für Bandstahl mit Sitz in Iserlohn. Das Unternehmen ist mittelständisch und in der dritten Generation familiengeführt.

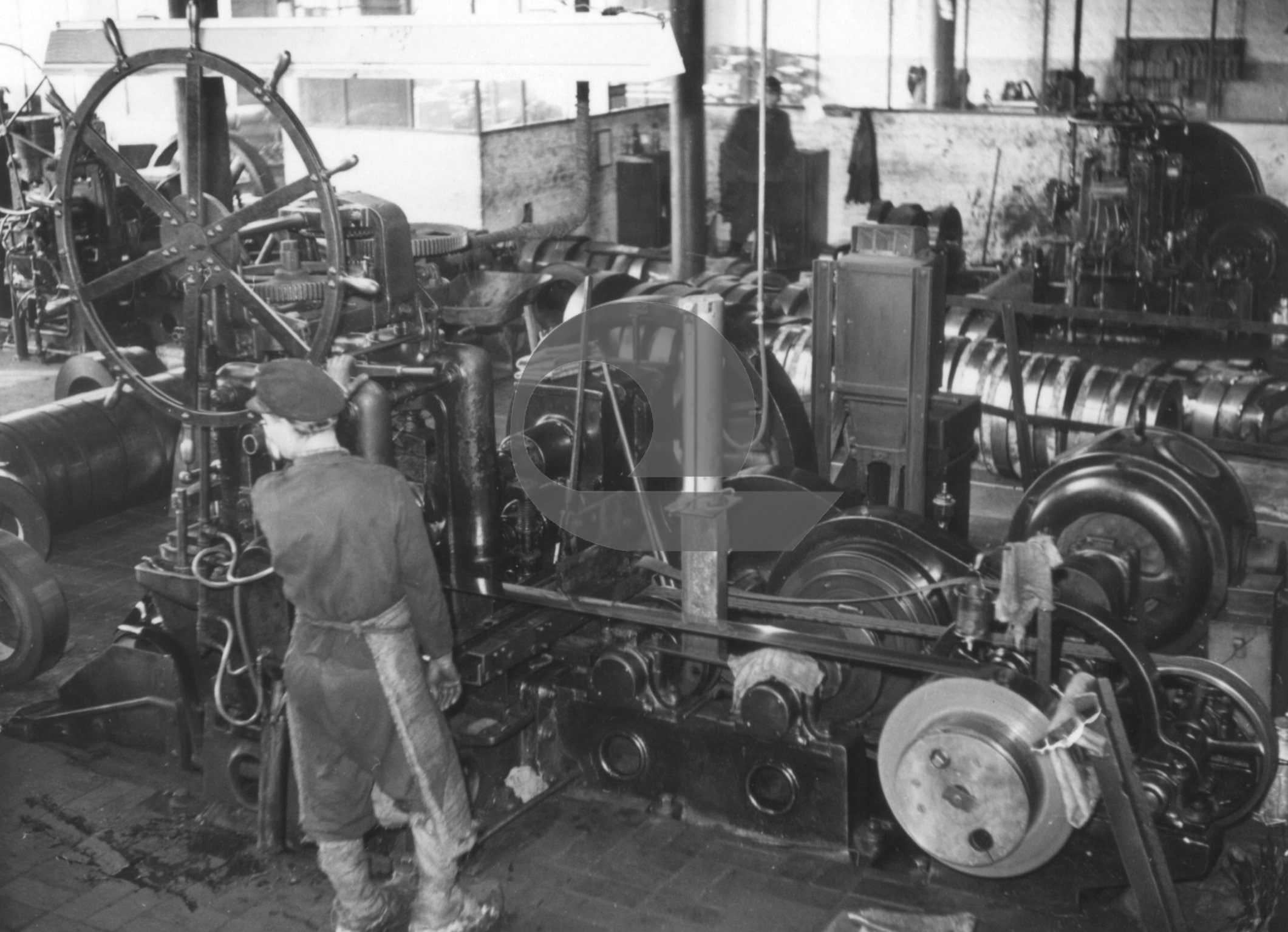
Risse + Wilke Kaltband GmbH & Co. KG, Walzgerüst aus den Anfängen des Kaltwalzens

## Geschichte
Der Beginn der Fertigung unter den Gründervätern Eduard Risse bzw. Wilhelm Wilke sen. geht auf das Jahr 1907 zurück. In diesem Jahr wurde durch den Landwirt Eduard Risse im Stadtteil Elsey die Firma Hohenlimburger Facondraht-Fabrik Risse & Co. gegründet. Im Jahre 1919 wurde durch Eduard Risse und den Kaufmann Wilhelm Wilke das ehemalige Camphausen-Gelände an der Oeger Straße erworben und zu Beginn des Jahres 1920 dort die Firma Risse + Wilke gegründet. Nach und nach wurde die Drahtfertigung auf die Walzfertigung von Kaltband und Bandstahl umgestellt. Im Jahre 1924 schied Eduard Risse aus dem Unternehmen aus, das ab diesem Zeitpunkt von Wilhelm Wilke allein weiter geführt wurde. Wilhelm Wilke sen. verstarb 1939. Zwischen 1939 und 1945 war Risse & Wilke, Kaltwalzwerk und Präzisionszieherei, eines der Unternehmen in Hohenlimburg die ausländische Arbeitskräfte und Zwangsarbeiter beschäftigte.
Nach dem Zweiten Weltkrieg trat Wilhelm Wilke, der Sohn des Firmengründers, in die Firma ein und übernahm im Alter von 19 Jahren die Geschäftsführung. Unter seiner Leitung wurden insbesondere in den 1960er Jahren am Standort Oeger Straße in Hohenlimburg die wesentlichen Basisinvestitionen durchgeführt. Nach dem Tod von Wilhelm Wilke im Jahre 1972 wurde die Leitung der Firma in die Hände von Karl Halverscheid und Lore Wilke gelegt. In den 1970er und 1980er Jahren wurde in ein Quarto-Reversiergerüst sowie im Wärme- und Nachwalzbereich in weitere Modernisierungs- und Erweiterungsmaßnahmen am Standort Hohenlimburg investiert.
Die Erben der Gesellschaftsanteile und Söhne von Wilhelm und Lore Wilke, Jens Wilke und Dr. Kai Wilke, traten 1985 bzw. 1989 ins Unternehmen ein. In den 1990er Jahren wurde durch eine Reihe investiver, organisatorischer und personeller Maßnahmen die Voraussetzung für eine gesicherte Weiterentwicklung des Unternehmens geschaffen.
Nach Übernahme der Mehrheitsbeteiligung am Iserlohner Kaltwalzwerk von Hoesch Hohenlimburg im Jahre 1998 wurden schrittweise die Aktivitäten der Hohenlimburger Risse + Wilke GmbH & Co. KG auf die in Iserlohn ansässige Risse + Wilke Kaltband GmbH & Co. KG übertragen. Endgültig wurde die Kaltbandfertigung im Hohenlimburger Werk zum Jahresende 2003 eingestellt und komplett auf das Iserlohner Werk übertragen. Anfang 2006 wurden die restlichen Minderheitsanteile der Hoesch Hohenlimburg GmbH an der Risse + Wilke Kaltband GmbH & Co. KG von den Brüdern  Kai  und Jens Wilke übernommen. Im Jahr 2008 trat der bisherige Geschäftsführer Jörg Lohölter auch als Gesellschafter in das Unternehmen ein.

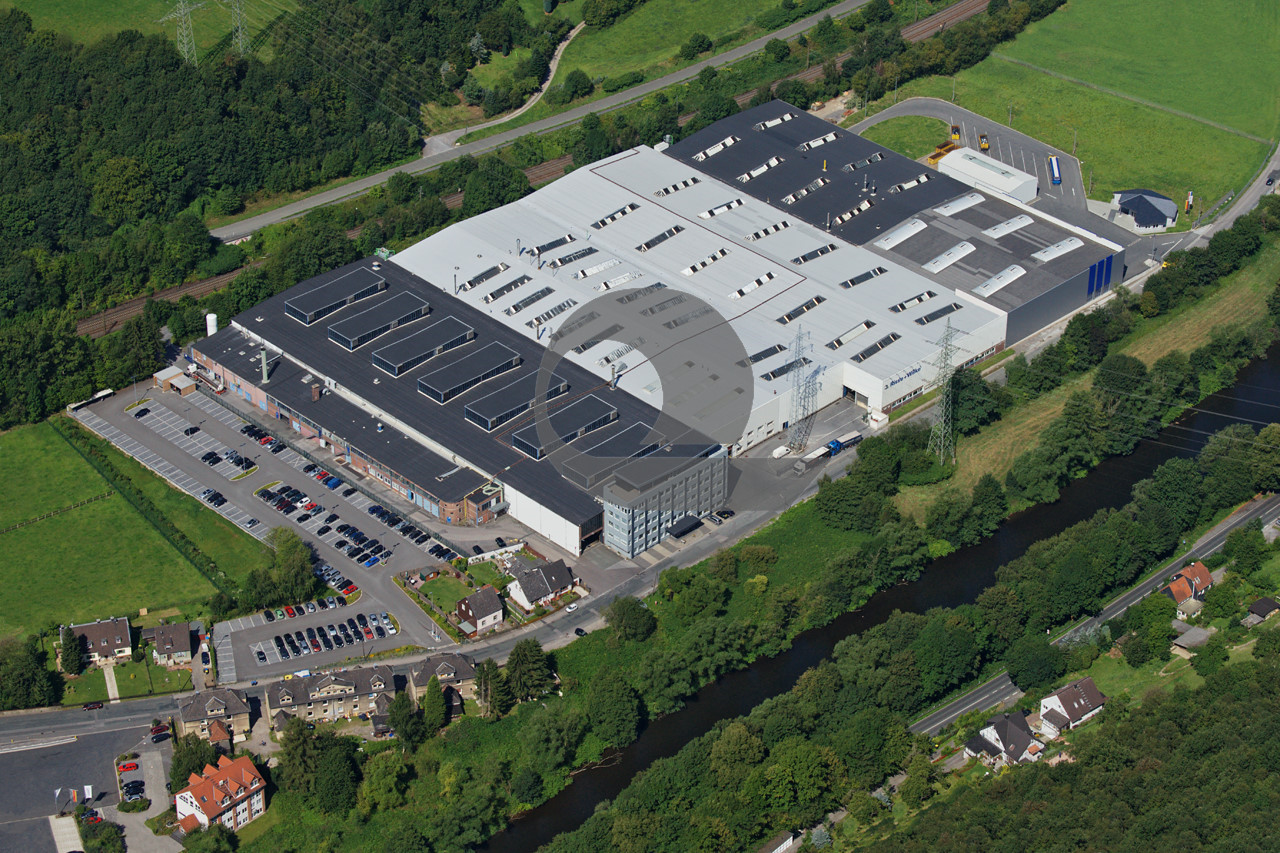
Risse + Wilke Kaltband GmbH & Co. KG, Produktionsstandort Letmathe

## Produktionsstandorte
Risse + Wilke befindet sich mit seinen zwei Standorten im Zentrum der europäischen Kaltwalzindustrie im Lennetal.

### Werk Iserlohn-Letmathe
Das 1960 ursprünglich von P.W. Lenzen erbaute Werk in Iserlohn-Letmathe am Stenglingser Weg wurde Anfang 1998 als Gemeinschaftsunternehmen unter dem Namen Risse + Wilke Kaltband GmbH & Co. KG von der Risse + Wilke GmbH & Co. KG und der Hoesch Hohenlimburg GmbH als seinerzeit zweiter Standort von Risse + Wilke installiert. Nach und nach wurden das aktive Geschäft, die Mitarbeiter und die Teile der Produktionsanlagen vom nunmehr kleineren Standort in Hohenlimburg auf dieses modernere und deutlich größere Werk übertragen. Dieser Prozess wurde letztendlich im Jahre 2006 mit der Übernahme der restlichen Minderheitsanteile von der Hoesch Hohenlimburg GmbH abgeschlossen.

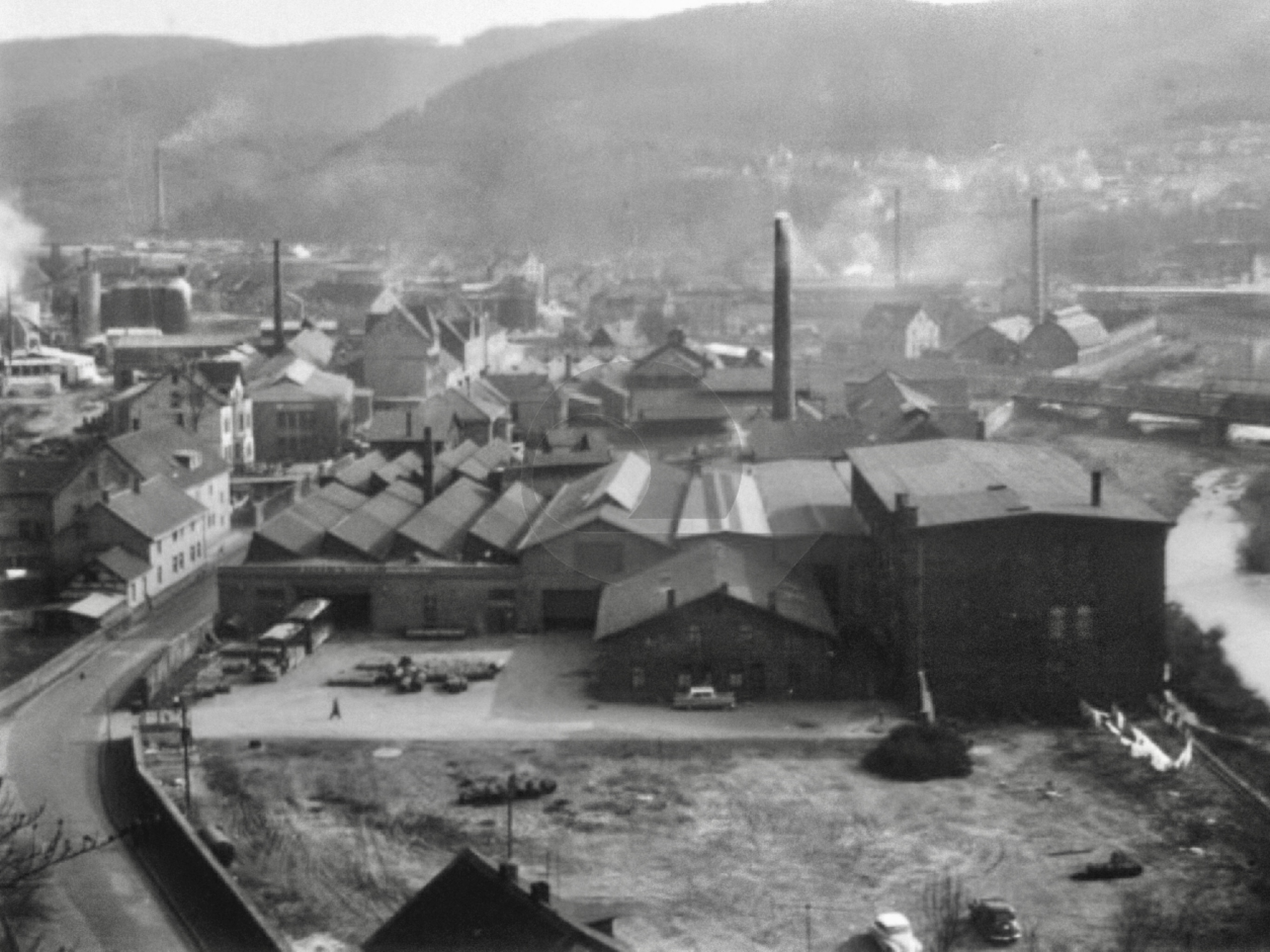
Risse + Wilke Kaltband GmbH & Co. KG, Stammwerk Oege, Mitte des 20. Jahrhunderts

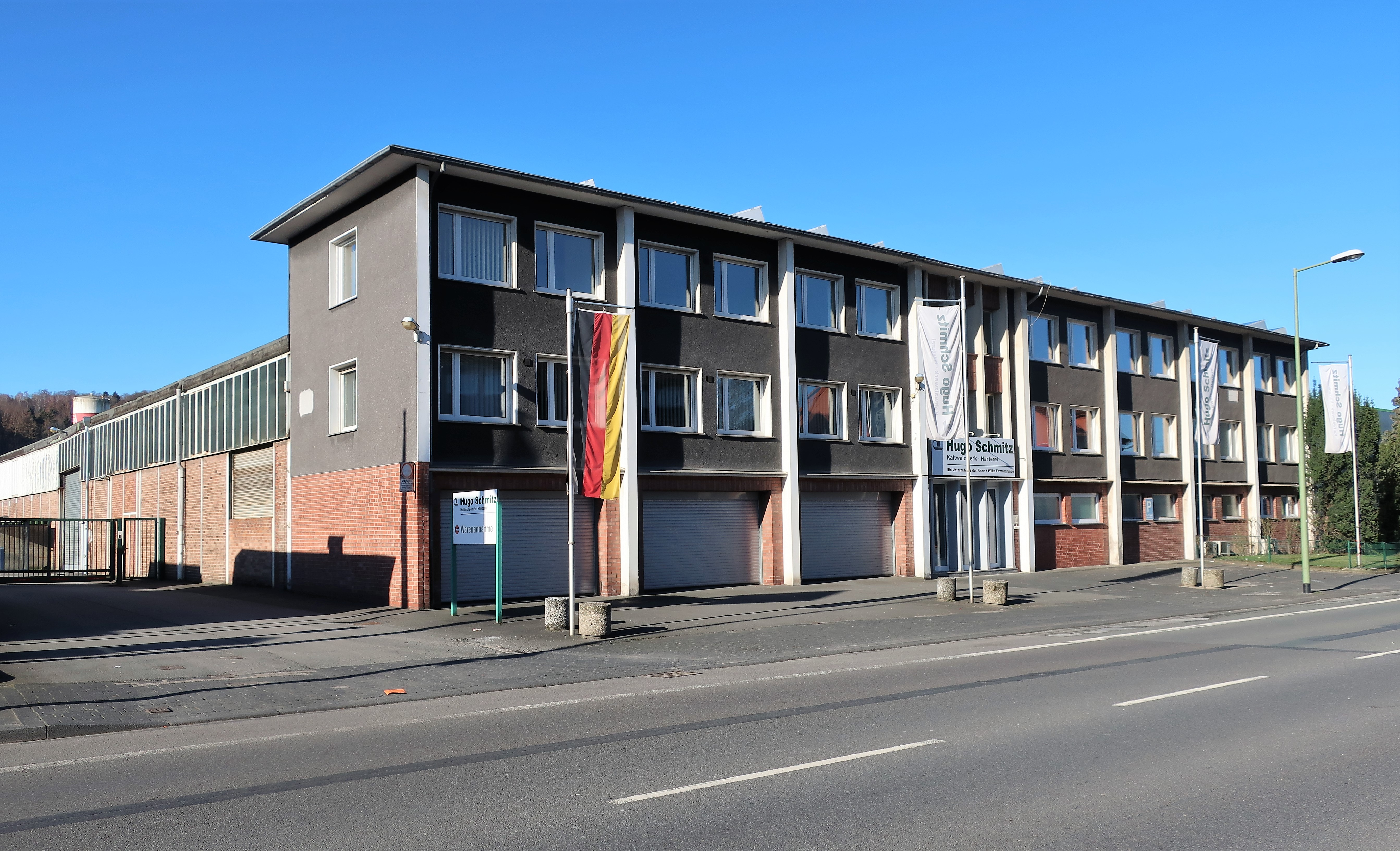
Hugo Schmitz GmbH & Co. KG in Hohenlimburg, ein Unternehmen der Risse & Wilke Firmengruppe

### Werk Hagen-Hohenlimburg
Das 1920 gegründete Stammwerk des Unternehmens befindet sich in Hagen-Hohenlimburg an der Oeger Straße und wurde nach vollständiger Überleitung des aktiven Geschäfts auf das Werk in Letmathe Ende 2003 außer Betrieb genommen. Heute wird der Standort nach fast vollständiger Demontage der Fertigungsanlagen zur Lagerung und Versandabwicklung von Fertigmaterial aus der Letmather Fertigung genutzt. Lediglich ein Nachwalzgerüst produziert dort noch ausgewählte Kaltbandgüten.

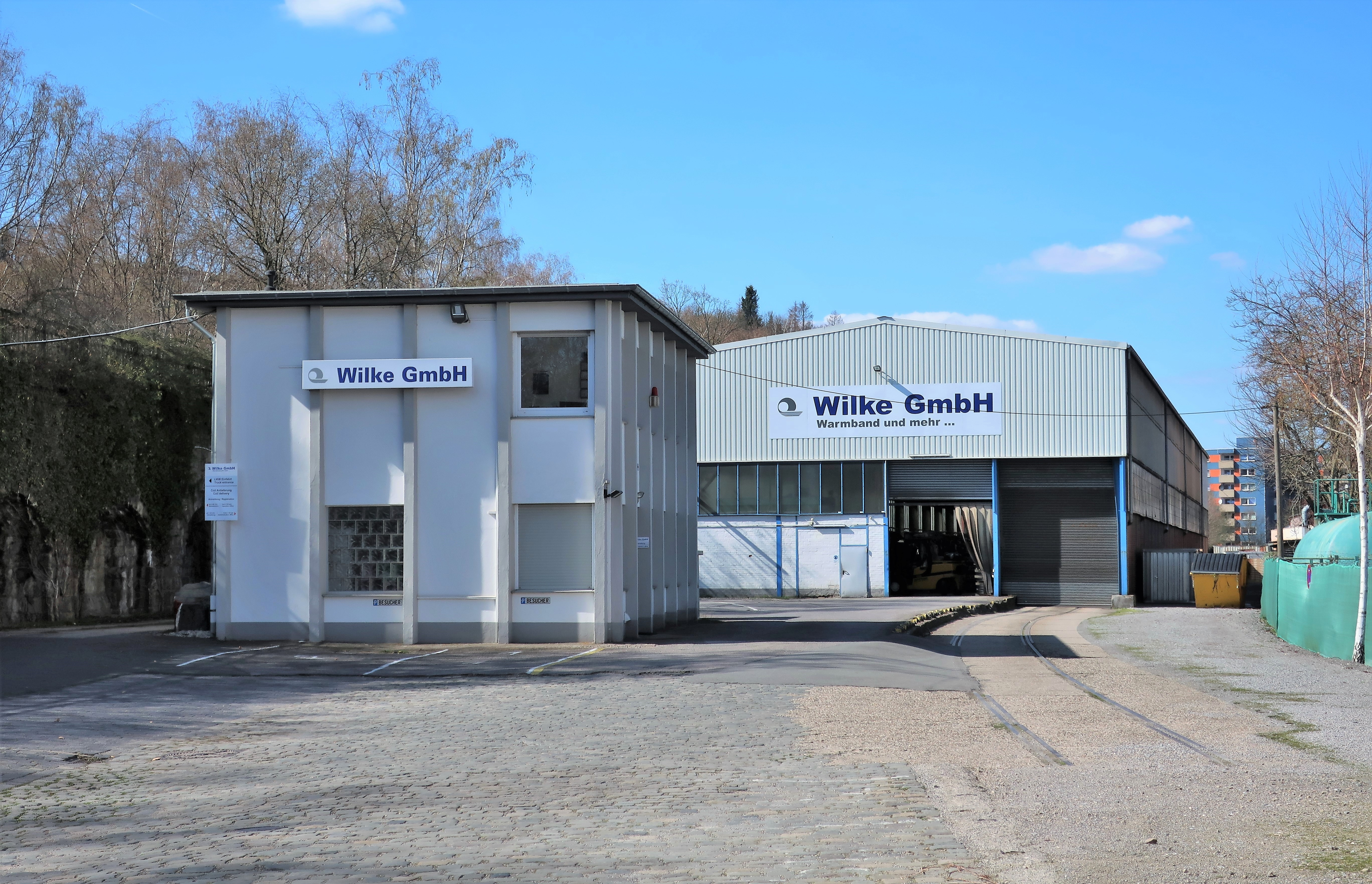
Warmband Wilke GmbH in Hagen, ein Unternehmen der Risse & Wilke Firmengruppe

## Produkte

### Kaltband klassisch
Klassisches Kaltband ist  für die Stanz-, Zieh-, Streck- und Tiefziehzwecke geeignet, bei denen hohe Anforderungen an die Umformeigenschaften, die Oberflächenausführung und die Toleranzgenauigkeit gestellt werden. Es zeichnet sich zudem durch ein sehr homogenes Gefüge mit geringer Streuung der Kennwerte und unübertroffene Umformeigenschaften aus und ist daher in Umformprozessen mit hohen Hubgeschwindigkeiten einsetzbar.

### Packband
Dieses Spezialprodukt wird in einem verkürzten Produktionsprozess hergestellt und stellt ein Ausgangsmaterial für die Herstellung von vergüteten Verpackungsbändern aus Stahl dar.

### Kaltband mikrolegiert
Kaltband in mikrolegierter Ausführung eignet sich für die Herstellung von Biege- und Ziehteilen mit erhöhten oder hohen Streckgrenzen bei gleichzeitig hohen Werten für die Dehnung.

### Einsatzstahl/Sonderstahl
Einsatzstähle werden  verwendet zur Herstellung von Stanzteilen, die gleichzeitig einem hohen Verschleiß und großen Stoßbelastungen (z. B. Zahnräder) ausgesetzt sind. Diese Güten werden eingesetzt für Bauteile, deren Randschicht einsatzgehärtet wird, da sie eine höhere Härte in der Randschicht gegenüber dem Kern aufweisen. Trotzdem haben Einsatzstähle eine sehr gute Umformbarkeit in der LC-Ausführung.
Baustähle sind geeignet zur Herstellung von Stanz-, Biege- und Ziehteilen für diverse Anwendungen. Zudem erlaubt ein niedriges Kohlenstoffäquivalent eine gute Schweißbarkeit dieses Materials.
Schlüsselstähle werden  für die Herstellung von Schlüsseln eingesetzt. Der  Vorteil in der Fertigung liegt in der guten Fräs- und Prägbarkeit des Materials. Außerdem werden vergleichsweise hohe Werkzeugstandzeiten durch eine chemische Analyse erreicht.
Das Produkt Magnetweicheisen ist eine Sondergüte, die sich durch eine niedrige Koerzitivfeldstärke, eine hohe Induktion sowie eine magnetische Alterungsbeständigkeit auszeichnet.

### Vergütungsstahl
Vergütungsstähle und borlegierte Stähle in kaltgewalzter Ausführung sind zwei höher gekohlte Stahlsorten.
Vergütungsstähle, in legierter und unlegierter Ausführung, erfüllen durch die folgenden Werkstoff- und Verarbeitungseigenschaften die hohen Anforderungen an den späteren Einsatz in unterschiedlichen Anwendungsfällen:
- hohe Festigkeit bei gleichzeitig guter Duktilität
- gleichmäßige Gefügeausbildung
- gute Umformbarkeit in LC-Ausführung
- bis zu 100 % Einformungsgefüge (GKZ) einstellbar
- enge Wertespanne der mechanisch-technologischen Werte
- als Sonderausführung in weiter optimierter Umformbar- und Feinschneidfähigkeit (VAUTEZETT-Stähle)
- vergütbar auf höhere Bandfestigkeiten zur Verbesserung der Verschleißbeständigkeit

Auch die borlegierten kaltgewalzten Bandstähle weisen eine gute Kaltumformbarkeit sowie durch den Zusatz von Bor eine gesteigerte Materialhärte auf. Diese Güten eignen sich daher besonders für stark umgeformte Fertigteile, die zur Verbesserung der Gestaltfestigkeit oder Verschleißbeständigkeit vergütet werden müssen. Borlegierte Güten lassen sich auf hohe Härtewerte bei gleichzeitig guter Zähigkeit vergüten. Das niedrige C-Äquivalent erlaubt eine gute Schweißbarkeit.

### Federstahl
Federstähle haben ein sehr vielseitiges Anwendungsspektrum. Sie weisen eine hohe Elastizitätsgrenze, eine hohe Bruchdehnung und Brucheinschnürung sowie eine sehr geringe Randentkohlung auf.

### Bandstahl vergütet
Vergütete Bandstähle weisen  die folgenden Eigenschaften auf:	
- engste Festigkeits-, Härtetoleranzspannen
- homogene Gefügeausbildungen ergeben gleichmäßige Materialeigenschaften
- geringste Bandebenheiten im vergüteten Zustand
- niedrige und gleichmäßige Eigenspannungen im Band
- sehr gute Verschleißfestigkeit
- metallisch blanke Bandoberflächen oder farblich angelassen
- martensitische und bainitische Gefügeausführungen je nach Verwendungszweck